# Garang
Garang – pierwszy człowiek w wierzeniach plemiennych Dinków. Był mężem Abuk, pierwszej kobiety, która sprowadziła na Ziemię śmierć i choroby.